# Vlag van Hattem

Vlag van de gemeente Hattem

De vlag van Hattem werd op 22 februari 1971 vastgesteld als de gemeentelijke vlag van de Gelderse gemeente Hattem. De beschrijving van de vlag luidt als volgt:
Vijf banen van blauw en geel in de verhouding  1:1:4:1:1 met op de middelste baan een gele vijfbladige mispelbloem met een hoogte van 1/3 van de vlaghoogte, geplaatst op 1/6 van de vlaglengte.
De kleuren van de vlag zijn afkomstig van het gemeentewapen. De mispelbloem is de wapenfiguur uit het oudste Gelderse wapen.

## Eerdere vlag

Oude vlag van Hattem (niet-officieel)

Sierksma beschrijft in 1962 een niet-officiële vlag als volgt: 
Twee evenhoge banen van geel en blauw.
De kleuren zijn ontleend aan het gemeentewapen.

### Verwante afbeelding

Wapen van Hattem

Aalten ·
Apeldoorn ·
Arnhem ·
Barneveld ·
Berg en Dal ·
Berkelland ·
Beuningen ·
Bronckhorst ·
Brummen ·
Buren ·
Culemborg ·
Doesburg ·
Doetinchem ·
Druten ·
Duiven ·
Ede ·
Elburg ·
Epe ·
Ermelo ·
Harderwijk ·
Hattem ·
Heerde ·
Heumen ·
Lingewaard ·
Lochem ·
Maasdriel ·
Montferland ·
Neder-Betuwe ·
Nijkerk ·
Nijmegen ·
Nunspeet ·
Oldebroek ·
Oost Gelre ·
Oude IJsselstreek ·
Overbetuwe ·
Putten ·
Renkum ·
Rheden ·
Rozendaal ·
Scherpenzeel ·
Tiel ·
Voorst ·
Wageningen ·
West Betuwe ·
West Maas en Waal ·
Westervoort ·
Wijchen ·
Winterswijk ·
Zaltbommel ·
Zevenaar ·
Zutphen